# FK Tsjernomorets 1919 Boergas
FK Tsjernomorets 1919 Boergas (Bulgaars:  ФК Черноморец 1919 Бургас) was een Bulgaarse voetbalclub uit de stad Boergas, niet te verwarren met PSFC Tsjernomorets Boergas en Tsjernomorets Boergas Bulgaria.

## Geschiedenis
De club werd op 4 augustus 2015 opgericht en werd vernoemd naar Tsjernomorets Boergas, dat in 2006 failliet gegaan was. De club werd meteen kampioen in de regionale competitie en na twee seizoenen kon opnieuw promotie afgedwongen worden naar de Treta Liga. De club eindigde de volgende jaren steevast in de top vier. In 2023 werd de club vicekampioen en promoveerde naar de tweede klasse omdat OFK Nesebar wegens financiële problemen verzaakte aan de promotie. 